# Гангльбауэр, Целестин Йозеф
Целестин Йозеф Гангльбауэр (нем. Cölestin Josef Ganglbauer; 20 августа 1817, Шидльберг, Австрийская империя — 14 декабря 1889, Вена, Австро-Венгрия) — австро-венгерский кардинал, бенедиктинец. Архиепископ Вены с 4 августа 1881 по 14 декабря 1889. Кардинал-священник с 10 ноября 1884, с титулом церкви Сан-Эузебио с 10 июня 1886.